# 奇维塔丹蒂诺
奇维塔丹蒂诺（義大利語：Civita d'Antino），是意大利阿奎拉省的一个市镇。总面积29.08平方公里，人口1017人，人口密度35.0人/平方公里（2009年）。ISTAT代码为066034。